# Klaus Harpprecht

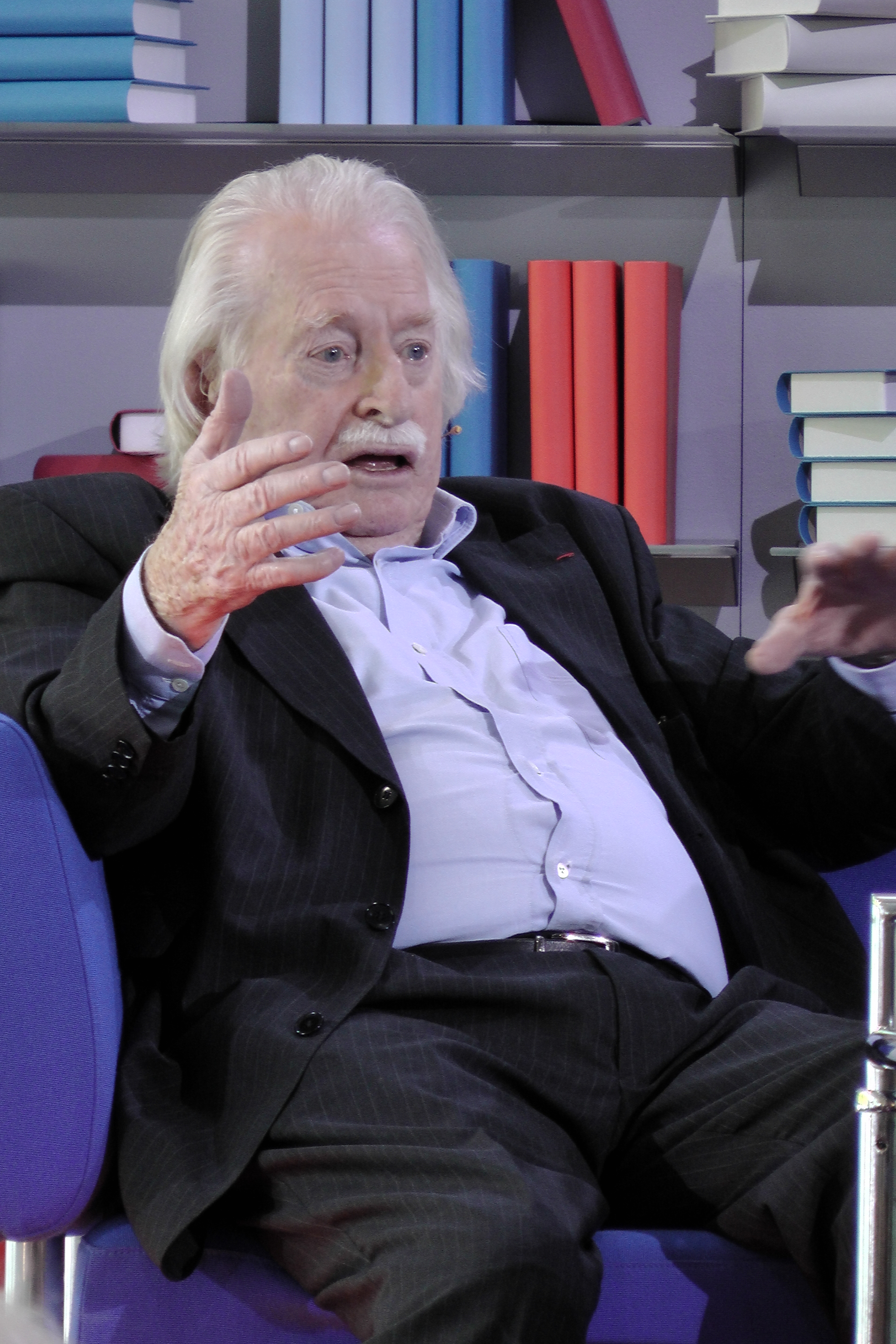
Klaus Harpprecht (2011)

Klaus Harpprecht (* 11. April 1927 in Stuttgart, Volksstaat Württemberg, Deutsches Reich; † 21. September 2016 in La Croix-Valmer, Var, Frankreich) war ein deutscher Journalist, Schriftsteller (auch mit Pseudonym Stefan Brant) und Filmproduzent.

## Leben
Harpprecht wuchs als Kind einer pietistischen Pfarrersfamilie auf. Sein Vater, der mit Dorothea Harpprecht, geborene Bronisch, verheiratete Dekan Christoph Harpprecht, war in der Weimarer Republik Sympathisant der Partei Christlich-Sozialer Volksdienst und in der Zeit des Nationalsozialismus Mitglied der Bekennenden Kirche. Zu seinen Vorfahren gehören der 1560 geborene Lehrstuhlinhaber (Universität Tübingen) Johannes Harpprecht und der 1650 geborene Rechtswissenschaftler Ferdinand Christoph Harpprecht. Seit 1934 lebte Klaus Harpprecht in Nürtingen.
Im Zweiten Weltkrieg bewarb Harpprecht sich um 1944 als Reserveoffiziersanwärter beim Heer, um einer „Rekrutierung durch die SS“ zu entgehen. Das Kriegsende erlebte er verwundet in einem Lazarett. Anschließend holte er sein Abitur am Evangelisch-Theologischen Seminar Blaubeuren nach.
Harpprecht begann 1948 als Volontär bei der Wochenzeitung Christ und Welt in Stuttgart und absolvierte Studien in Stuttgart, München und Tübingen. Ab 1951 war er bei Christ und Welt Bonner und Berliner Korrespondent. 1954 war er Kommentator beim Sender RIAS in Berlin und ab 1956 beim WDR in Köln. Zudem hat er das Bonner Büro des SFB geleitet. Von 1960 bis 1962 produzierte er zusammen mit seiner Frau TV-Reportagen für die Windrose GmbH (Geschäftsführer: Peter von Zahn) und war anschließend als Amerikakorrespondent des ZDF in Washington tätig.
Von 1966 bis 1969 leitete er den S. Fischer Verlag in Frankfurt am Main. Ab 1968 war er Mitglied der SPD. Von 1967 bis zur Einstellung mit dem Heft März 1971 war er einer der Herausgeber und geschäftsführender Redakteur der Zeitschrift Der Monat. Mit einer Rezension des autobiografischen Werks Arrabal – Selbstdarstellung von Fernando Arrabal im August-Heft 1970 der Zeitschrift, in der er dem jüdischen Verleger des Buches, Joseph Melzer, vorwarf, mit der Herausgabe des von Harpprecht als pornographisch wahrgenommenen Buches Antisemitismus zu befeuern, löste er einen national wie international hitzig geführten Antisemitismusstreit aus. Melzer, so Harpprecht, liefere dem alten antisemitischen Narrativ, das Pornographie und Judentum verbindet, neue Nahrung. Vor diesem Hintergrund, so Harpprecht weiter, könne man nur hoffen, dass „einer unserer jüdischen Mitbürger nach Darmstadt eilt, um dem verantwortlichen Herrn eins um die Löffel zu hauen“. Des Weiteren forderte er Melzer dazu auf, sich als „Bordellbesitzer“ in Florida oder Uruguay niederzulassen. Hellmuth Karasek warf ihm daraufhin in der ZEIT vor, er würde sich mit seiner Forderung an Juden, sich so zu verhalten, dass dem Antisemitismus keine weitere Nahrung geboten werde, in eine Reihe mit antisemitischen Politiken im Dritten Reich stellen: „Und hätten jüdische Maler und Schriftsteller nicht darauf verzichten müssen, ‚entartet‘ zu malen, damit sie nicht ‚ein Klischee bestätigen‘, das doch auch danach verlangte, einfach ‚eins um die Löffel zu hauen‘“?
Von 1972/73 bis 1974 war Harpprecht Redenschreiber (Leiter der Schreibstube im Bundeskanzleramt) und Berater des deutschen Bundeskanzlers Willy Brandt. Ab 1974 wohnte er in den USA (McLean (Virginia)), wo er Dokumentarfilme produzierte und als Schriftsteller arbeitete. 1978 war er ein Jahr lang Chefredakteur der Zeitschrift GEO. 1982 wurde er Paris-Korrespondent der Wochenzeitung Die Zeit.
Harpprecht war im Sommersemester 1990 „Brüder-Grimm-Gastprofessor“ an der Gesamthochschule Kassel und im Frühjahr 2004 „Theodor-Herzl-Dozent für Poetik des Journalismus“ am Institut für Publizistik- und Kommunikationswissenschaft der Universität Wien. Von Oktober 2007 bis Ende 2010 war er gemeinsam mit Michael Naumann als Nachfolger Hans Magnus Enzensbergers Herausgeber der Buchreihe Die Andere Bibliothek.
Er war Mitglied im PEN-Zentrum Deutschland.
Harpprecht lebte im südfranzösischen La Croix-Valmer. Er war evangelisch und verheiratet mit Renate Lasker-Harpprecht (1924–2021), die mit ihrer Schwester Anita Lasker-Wallfisch die Lagerhaft in Auschwitz und Bergen-Belsen überlebt hatte.

## Auszeichnungen
Nach dem Theodor-Wolff-Preis 1965 und dem Joseph- E.-Drexel-Preis 1966 erhielt Harpprecht 2009 den Lessing-Preis der Freien und Hansestadt Hamburg. In seinem Wirken sei ihm eine „erstaunliche Synthese von Kultur und Politik, Macht und Geist, Journalismus und Literatur“ gelungen, so die Jury. 2011 erhielt Klaus Harpprecht erneut den Theodor-Wolff-Preis, diesmal für sein Lebenswerk.

## Werke (Auswahl)

### Bücher
- Der Aufstand. Vorgeschichte, Geschichte und Deutung des 17. Juni 1953 (als „Stefan Brant“). Steingrüben, Stuttgart 1954 .
- Der Bundesdeutsche lacht. (als „Stefan Brant“). 1955.
- als Hrsg.: Ernst Reuter – Bildbiographie. 1956.
- Viele Grüße an die Freiheit. 1964.
- Beschädigte Paradiese. 1966.
- Willy Brandt – Porträt und Selbstporträt. 1970.
- Deutsche Themen. 1974.
- Der fremde Freund. Amerika: eine erlebte Geschichte. DVA, Stuttgart 1982, ISBN 3-404-60 115-7.
- Die Lust der Freiheit. Deutsche Revolutionäre in Paris. Rowohlt, Reinbek bei Hamburg 1989, ISBN 3-498-02871-5.
- Am Ende der Gemütlichkeit. Ein österreichisches Tagebuch. Claassen, Düsseldorf 1987, ISBN 3-546-43965-1.
- Georg Forster oder die Liebe zur Welt. Eine Biographie. Rowohlt, Reinbek bei Hamburg 1990, ISBN 3-499-12634-6.
- Thomas Mann. Eine Biographie. Rowohlt, Reinbek bei Hamburg 1995, ISBN 3-498-02873-1.
- Mein Frankreich. Eine schwierige Liebe. Rowohlt, Reinbek bei Hamburg 1999, ISBN 3-498-02953-3.
- Die Leute von Port Madeleine. Dorfgeschichten aus der Provence. Rowohlt, Reinbek bei Hamburg 2000, ISBN 3-499-22746-0.
- Im Kanzleramt. Tagebuch der Jahre mit Willy Brandt. Rowohlt, Reinbek bei Hamburg 2000, ISBN 3-498-02956-8.
- Harald Poelchau. Ein Leben im Widerstand. Rowohlt, Reinbek bei Hamburg 2004, ISBN 3-498-02969-X.
- Auf der Höhe der Zeit? Journalismus, der schönste, der schrecklichste aller Berufe. Picus, Wien 2005, ISBN 3-85452-903-1.
- Die Gräfin Marion Dönhoff. Eine Biographie. Rowohlt, Reinbek bei Hamburg 2008, ISBN 978-3-498-02984-5.
- Arletty und ihr deutscher Offizier. Eine Liebe in den Zeiten des Krieges. S. Fischer Verlag, Frankfurt am Main 2012. ISBN 978-3-10-030062-1.
- Schräges Licht: Erinnerungen ans Überleben und Leben, Autobiografie. S. Fischer Verlag, Frankfurt am Main 2014, ISBN 978-3-10-030067-6.

### Artikel
- Schuldig? Wodurch, warum? Eine Antwort an F. C. Delius. In: Die Zeit, 1. August 1997.
- Im Niemandsland. Die Crux der Ex-DDR ist ihre geistige Heimatlosigkeit. In: Die Zeit, 10. September 1998.
- Ein ganz besonderer Tag. Die Geschichte des Pfarrers Julius von Jan und seiner Predigt gegen die Pogrome der Nazis. In: Die Zeit Nr. 45, 4. November 1999.
- Sprengmeister der Nation. Warum der Eiserne Kanzler Bismarck nicht vor den Bundestag gehört. In: Süddeutsche Zeitung, 5. August / 6. August 2000, 11.
- Provinziell, banal und sich tausendfach wiederholend. Eine Abrechnung mit den Maßstäben von Fernsehen und Presse. In: Frankfurter Rundschau, 30. November 2001.
- Bibelfest ins Übermorgen. Wie hältst du’s mit der Religion? Die Antwort darauf trennt Amerika von Europa – und die Kluft wird immer breiter. In: Die Zeit Nr. 50/2002.
- Tübingen: Bürger, Burschen, Geist und Gott. In: Geo-Magazin. Hamburg 1979,9, S. 38–60. Informativer Erlebnisbericht. ISSN 0342-8311
- Quebec: Die Franzosen der Neuen Welt. In: Geo-Magazin. Hamburg 1980, 5, S. 80–100. Informativer Erlebnisbericht. ISSN 0342-8311
- Lebenslinien zwischen Willy Brandt und Thomas Mann, Gespräch mit Ludger Bült, Ursendung: 11. April 2002, MDR Kultur